# 苗枫林
苗枫林（1931年10月—2013年1月12日），男，山东威海人，中华人民共和国政治人物。

## 生平
早年参加胶东地区从事革命活动。中华人民共和国成立后，担任中央纪律检查委员会研究室副主任；1985年11月，担任山东省委副秘书长、省委宣传部副部长、部长、山东省社科联主席，山东省人大常委会副主任。2003年12月离职修养。2013年1月12日在北京逝世，享年81岁。